# Prionopetalum megalacanthum
Prionopetalum megalacanthum är en mångfotingart som beskrevs av Carl Graf Attems 1912. Prionopetalum megalacanthum ingår i släktet Prionopetalum och familjen Odontopygidae. Inga underarter finns listade i Catalogue of Life.